# Classe I-201
I-201 (anche: I-200) è una classe di sommergibili giapponesi costruiti alla fine della seconda guerra mondiale. Si trattava di battelli caratterizzati da soluzioni tecniche avanzate, costruiti per mantenere un'elevata velocità subacquea. Presso la Marina imperiale giapponese erano conosciuti con il nome di Senkō (giapponese: 潜高, da Sen, abbreviazione di 潜水艦, Sensuikan, "Sommergibile", e kō, abbreviazione di 高速, Kōsoku, "alta velocità"). Si trattò dei sommergibili più veloci costruiti durante la guerra, uguagliati solo dagli U-Boot Tipo XXI tedeschi.
Complessivamente, ne furono ordinati 23 esemplari nell'ambito del programma di costruzioni navali del 1943. Tuttavia, a causa del cattivo andamento del conflitto, solo tre furono ultimati. Non vennero mai utilizzati operativamente.

## Sviluppo
Le origini dei classe I-201 si possono far risalire al 1938. In quell'anno, infatti, la marina imperiale, per svolgere alcune valutazioni, costruì un sommergibile sperimentale dotato di alta velocità subacquea, che venne designato Imbarcazione Numero 71 per motivi di riservatezza. Basato su esperienze precedentemente condotte con minisommergibili (molto veloci ma dotati di autonomia ridotta), la Numero 71 aveva un dislocamento di appena 230 tonnellate in superficie, con una lunghezza di 43 metri. La velocità in immersione, tuttavia, raggiungeva i 21 nodi, cosa che lo rese il più veloce mezzo subacqueo del suo tempo. I risultati delle valutazioni condotte con la Numero 71 fornirono le basi per la classe I-201.

Il requisito per un sommergibile dotato di elevata velocità subacquea venne emesso dai vertici della marina con l'Ordine N. 295 del 29 ottobre 1943. Alla fine dell'anno precedente, infatti, era diventato chiaro che i battelli tradizionali non erano in grado di sopravvivere alle nuove tecniche ASW, come radar, sonar, e le nuove cariche di profondità. In pratica, erano richiesti sommergibili con nuove caratteristiche, che avrebbero dovuto avere una velocità in immersione maggiore di quella in emersione, una maggiore silenziosità ed un maggiore autonomia subacquea.

Il requisito prevedeva la costruzione di 23 “sommergibili con un'alta velocità in immersione” (Sentaka), che furono temporaneamente designati “Navi N. 4.501-4523”. La costruzione sarebbe dovuta avvenire nel 1945.

Tuttavia, sui 23 esemplari previsti, a causa del cattivo andamento della guerra, ne entrarono in servizio solo tre (che per altro non riuscirono ad entrare in servizio operativo, visto che equipaggi ed ufficiali dovevano addestrarsi mentre le loro basi erano sottoposte ad una quasi continua serie di attacchi aerei, che danneggiarono diverse volte almeno uno dei tre sottomarini), con altri cinque mai completati.

## Tecnica
Gli I-201 erano stati progettati per avere delle ottime prestazioni in immersione, differenziandosi quindi dai modelli precedenti (che invece ottimizzati per avere una grande autonomia ed un'elevata velocità in superficie). Inoltre, questi battelli erano stati concepiti per poter essere costruiti in massa: infatti, le grandi sezioni degli scafi venivano costruite nelle fabbriche, e poi trasferiti sugli scali per l'assemblaggio.

Inizialmente, le specifiche tecniche comunicate al dipartimento tecnico navale prevedevano una velocità in immersione di ben 25 nodi, che fu successivamente ridotta a 20 per motivi pratici.

Per consentire un'elevata velocità in immersione, gli ingegneri dovettero:
- adottare una struttura a singolo scafo;
- sistemare le casse di zavorra più in alto dei precedenti modelli, in modo da avere un centro di gravità più alto ed aumentare la stabilità;
- dare alla carena ed allo scafo pressurizzato una forma più snella;
- fare la torre di comando il più piccola possibile;
- adottare la soluzione di mettere i cannoni (nel caso specifico 2 antiaerei da 25 mm) in rientranze richiudibili invece di montarli fissi sul ponte;
- utilizzare, per il ponte superiore, delle piastre in acciaio anziché di legno;
- installare uno snorkel (soluzione che permetteva ad un motore diesel di ricaricare le batterie rimanendo sotto la superficie);
- installare delle grandi alette orizzontali a poppa[2].

Le soluzioni adottate mettevano in grado gli I-201 di tenere una velocità in immersione di 19 nodi, circa il doppio dei contemporanei sommergibili americani.

## Destino
Gli I-201 non vennero mai utilizzati operativamente. Due dei tre esemplari completati, I-201 ed I-203, furono sezionati ed ispezionati dall'US Navy alla fine del conflitto. Insieme con i giganteschi I-400 ed I-401, vennero trasferiti nelle Hawaii ed ormeggiati, per permettere le ispezioni tecniche.

La decisione di affondare tutti i sommergibili giapponesi catturati venne presa il 26 marzo 1946. I tre battelli della classe furono affondati tra i primi di aprile e la fine del maggio di quello stesso anno.

## Unità
- I-201: entrato in servizio il 2 febbraio 1945, venne catturato dagli americani e trasferito alle Hawaii. Affondato dal sommergibile USS Queenfish (SS-393) il 23 maggio 1946.
- I-202: entrato in servizio il 12 febbraio 1945, venne autoaffondato in acque giapponesi dalla marina americana il 5 aprile 1946.
- I-203: entrato in servizio il 29 maggio 1945, venne catturato dagli americani e trasferito alle Hawaii. Affondato dal sommergibile USS Caiman (SS-323) il 21 maggio 1946.
- I-204: affondato a Kure da un raid aereo il 22 giugno 1945. Il relitto fu recuperato e demolito nel febbraio-maggio 1948.
- I-205: affondato da un raid aereo il 28 luglio 1945. Il relitto fu recuperato e demolito nel maggio-agosto 1948.
- I-206: demolito a Kure nell'ottobre-novembre 1946.
- I-207: costruzione interrotta il 17 aprile 1945, quando il battello era completo al 20%. Demolito a Kure nell'aprile-maggio 1946 con l’I-208.
- I-208: costruzione interrotta il 17 aprile 1945, quando il battello era completo al 20%. Demolito a Kure nell'aprile-maggio 1946 con l’I-207[3].